# ミニモニ。数え歌〜お風呂ば〜じょん〜/ミニモニ。数え歌〜デートば〜じょん〜
「ミニモニ。数え歌〜お風呂ば〜じょん〜/ミニモニ。数え歌〜デートば〜じょん〜」（ミニモニ。かぞえうた おふろば〜じょん/ミニモニ。かぞえうた デートば〜じょん）は、女性アイドルグループミニモニ。の5枚目のシングル。

## 内容
2ヶ月連続リリースの第2弾で両A面シングル。
メインボーカルは「お風呂ば〜じょん」がミカと辻希美、「デートば〜じょん」が加護亜依と高橋愛。
カップリング曲「ミニモニ。ジャンケンぴょん! 〜2003ば～じょん〜」では、矢口真里のパートを高橋が歌った。

## 収録曲
全作詞・作曲：つんく
1. ミニモニ。数え歌 〜お風呂ば～じょん〜
編曲：高橋諭一
2. ミニモニ。数え歌 〜デートば～じょん〜
編曲：高橋諭一
3. ミニモニ。ジャンケンぴょん! 〜2003ば～じょん〜
編曲：小西貴雄
4. ミニモニ。数え歌 (オリジナル・カラオケ)

## 参加ミュージシャン
ミニモニ。数え歌 〜お風呂ば～じょん〜
- 全ての楽器：高橋諭一
- コーラス：つんく

ミニモニ。数え歌 〜デートば～じょん〜
- 全ての楽器：高橋諭一
- コーラス：つんく